# Другий уряд Дональда Туска

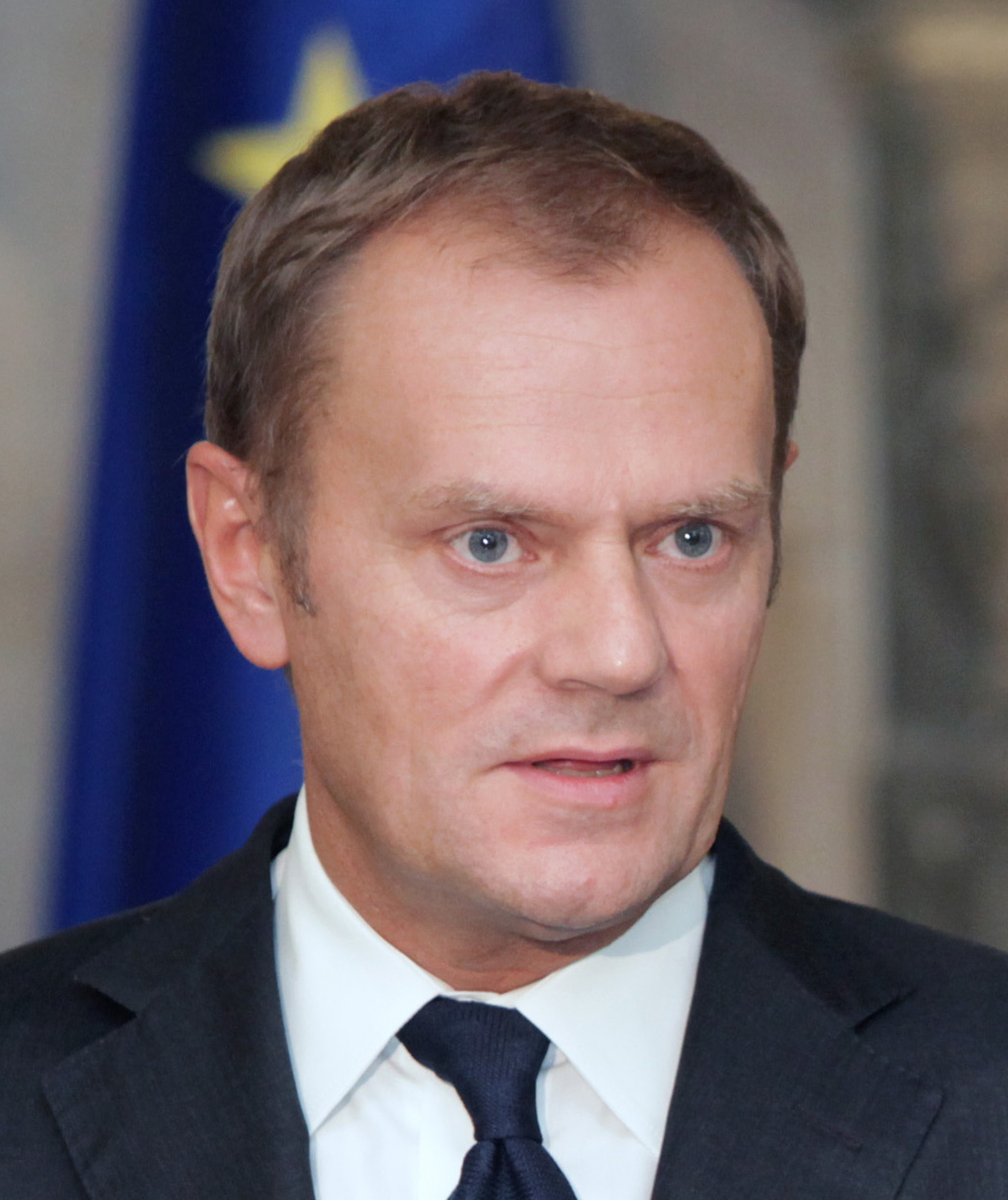
Дональд Туск

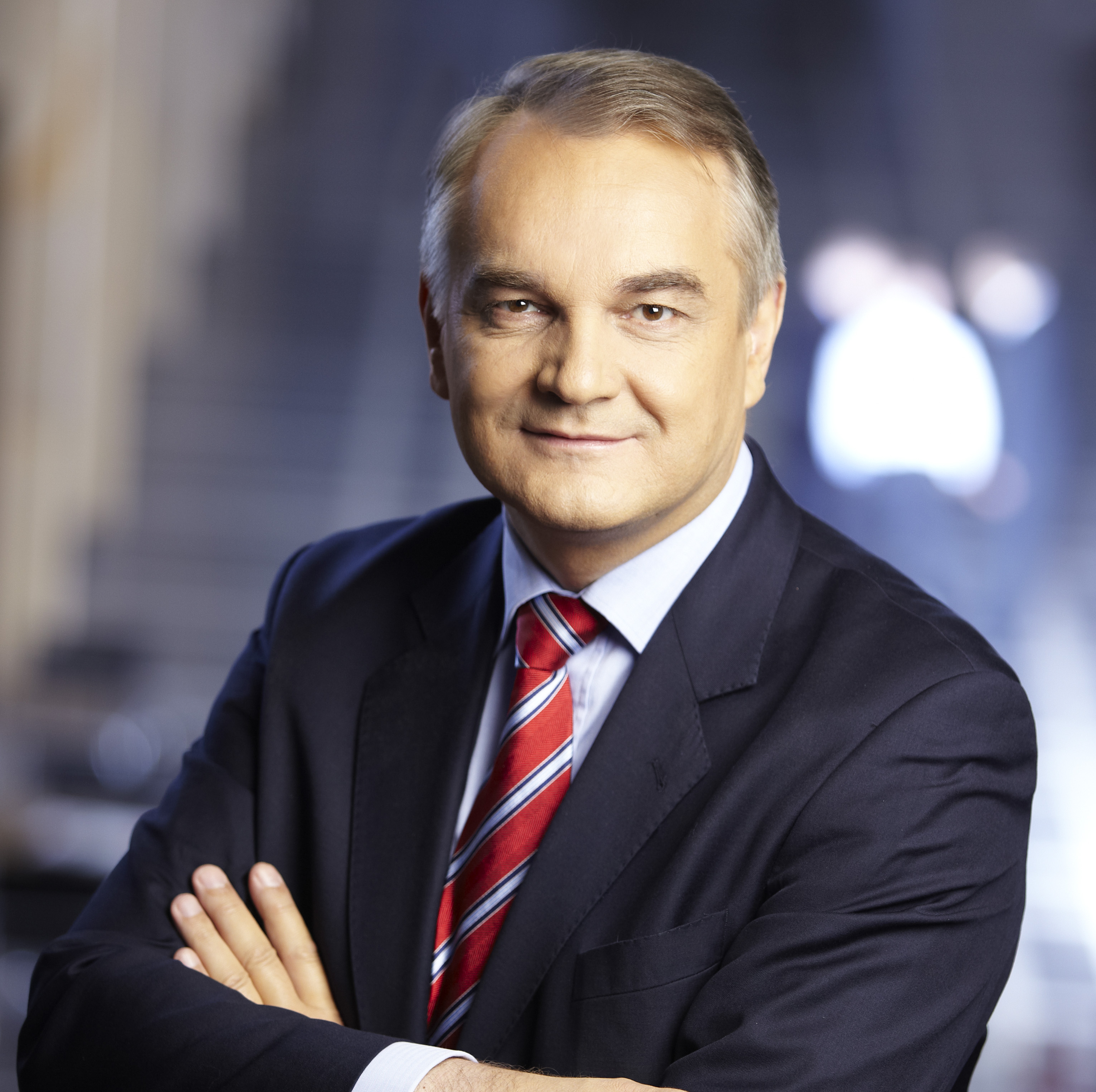
Вальдемар Павляк

Другий уряд Дональда Туска — польський уряд прем'єр-міністра Дональда Туска, що діяв з 18 листопада 2011 року по 22 вересня 2014 року.
У Польщі 9 жовтня 2011 відбулися чергові парламентські вибори. 8 листопада у Варшаві пройшло перше засідання парламенту Польщі нового скликання. Чинний прем'єр Дональд Туск згідно з конституцією подав у відставку на першому засіданні Сейму. У той же день президент Броніслав Коморовський в президентському палаці прийняв відставку прем'єра і членів його кабінету, після чого офіційно доручив Туску, як лідерові партії «Громадянська платформа», яка перемогла на парламентських виборах, місію з формування нового уряду Польщі.
18 листопада Президент Польщі привів до присяги новий уряд країни Дональда Туска і вручив укази про призначення членів уряду.
Другий уряд Дональда Туска коаліційним, до нього увійшли представники партії «Громадянська платформа» (лідер — Дональд Туск) і Польської селянської партії (лідер — Вальдемар Павляк), а також шість безпартійних міністрів. Всього в уряді Польщі 19 міністрів.
По завершенні офіційної церемонії у глави держави прем'єр-міністр виступив перед Сеймом з програмною заявою нового уряду, і вісля парламентських дебатів відбулося голосування про вотум довіри кабінету міністрів Польщі. Для затвердження нового уряду в парламенті країни коаліції необхідно мати 231 голос у Сеймі. Партії Туска і Павляка в сумі мають у нижній палаті парламенту 235 мандатами.

## Склад уряду
Уряд очолив Дональд Туск.
Віце-прем'єром і міністром економіки призначений Вальдемар Павляк, який займав ці пости в попередньому кабінеті міністрів.
Зберегли портфелі міністрів в новому уряді такі міністри:
- Яцек Ростовський — міністр фінансів,
- Радослав Сікорський — глава МЗС,
- Марек Савицький — міністр сільського господарства,
- Богдан Здроєвський — міністр культури і національної спадщини,
- Томаш Семоняк — міністр національної оборони,
- Ельжбета Беньковська — міністр регіонального розвитку,
- Барбара Кудрицька — міністр науки і вищої освіти.

В уряді увійшли нові постаті:
- Міхал Боні — міністр адміністрації,
- Яцек Чихоцький — глава МВС,
- Іоанна Муха — міністр спорту,
- Владислав Косіняк-Камиш — міністр з праці та соціальних питань,
- Ярослав Говін — міністр юстиції,
- Миколай Будзановський — міністр держмайна,
- Крістіна Шумілас — міністр освіти,
- Марчін Королець — міністр довкілля,
- Славомир Новак — міністр транспорту, будівництва та водного господарства,
- Бартош Арлукович — міністр охорони здоров'я.

## Діяльність уряду
Під час виступу в сеймі прем'єр-міністр і лідер партії «Громадянська платформа» Дональд Туск назвав одним із пріоритетів державної політики на найближчу чотирирічку скорочення державного боргу, що вимагатиме низки болючих і непопулярних заходів. Борг країни, згідно з програмою Туска, має знизитися до 52 % ВВП в 2012, а до 2020 досягти позначки в 44 % ВВП, при цьому дефіцит бюджету має скоротитися до позначки в 1 % в 2015 (у 2011 цей показник становить 5,6 %, і майже 8 % в 2010).
Програма Туска передбачає також пенсійну реформу. Пенсійна система буде уніфікована за рахунок згортання пенсійних пільг, якими нині користуються працівники аграрного сектора, шахтарі, працівники правоохоронних органів і екстрених служб. Туск запропонував збільшити пенсійний вік до 67 років. «Необхідно збільшити пенсійний вік. Якщо ми не зважимося на цей крок, то не утримаємо Польщу на плаву в період кризи», — сказав Туск. За словами прем'єра, це одна з декількох заходів нового уряду, спрямованих на зниження державного боргу країни протягом каденції уряду. Туск пообіцяв, що пенсійний вік буде збільшуватися поступово, з 2013 кожні чотири місяці на місяць, щоб таким чином досягти віку 67 років до 2020 для чоловіків, а до 2040 для жінок.
Станом на 2011 в Польщі чоловіки йдуть на пенсію у віці 65 років, а жінки — у віці 60 років.
«Високий темп скорочення держборгу і пенсійна реформа — це хороші новини для ринків», — прокоментував програму Туска аналітик Nordea Bank Андерс Свенсен.
Дональд Туск відзначив, що зовнішньополітичний курс не зазнає радикальних змін.